# Država (Platon)
Država (grško Πολιτεία; Politeia ; podnaslov: o pravici/pravičnem; kratica: Drž) je najdaljši Platonov sokratski dialog, napisan okoli leta 360 pr. n. št. ki predstavlja eno najpomembnejših del v zgodovini filozofije. Glavna teme Države je vprašanje o pravičnosti. Delo naj bi Platon napisal okoli leta 360 pr. n. št. Diogen Laert je to delo vključil v Corpus Platonicum kot drugi del 8. tetralogije.

## Dramska zasnova
Knjiga je napisala kot dialog, v katerem sodelujejo:
- Sokrat,
- Kefal,
- Polemarh (Kefalov sin),
- Trazimah (sofist),
- Glavkon in Adejmant (Platonova brata).

Vsebinsko je knjiga razdeljena na 10 knjig, ki se potem naprej delijo še na več delov.

## Vsebina

### Prva knjiga
V prvi knjigi gre za uvodni razgovor o pravičnosti. Stari pošteni Kefalos opredeli pravičnost enostavno kot »govoriti resnico ter vračati to, kar smo prejeli«. Polemarh nekoliko popravi njegovo določitev pravičnosti: »Pravično je, vsakomur vračati to, kar mu dolgujemo«. Sokrat opredelitev poruši z razpravo o tem, ali smo sovražnikom dolžni isto kakor prijateljem. Zato poseže v razpravo sofist Trasimahos, ki ne mara Sokratovega 'pretvarjanja', ironije, ter postavi trditev, da je »pravo korist močnejšega«. To na državni ravni pomeni, da »pravica ni nič drugega kakor korist obstoječe vladavine«. Svojo tezo Trasimah zagovarja s tem, da meni, da je za politike krivičnost boljša kakor pravičnost. Sokrat pa meni, da ne moremo presoditi, ali je krivično življenje boljše kakor pravično, če poprej ne vemo, kaj je pravičnost.

### Druga knjiga
Glavkon in Adejmant nista bila zadovoljena z Sokratovimi in Trasimahovimi argumenti. Zato sta tudi sama prikazala svoje poglede na pravičnost. Po Glavkonu je pravičnost družbeni dogovor. Ljudje so najprej delovali sebi v korist, tudi na račun drugih. In če vsak dela škodo drugemu, na koncu vsi trpijo in noben ne pridobi ničesar. Zato je nastala pravica kot kompromis, določen z zakoni, ki kaznujejo tiste, ki ravnajo nepravično. Glavkon iz tega izhaja, da so posamezniki pravični samo zaradi strahu pred kaznijo, in da je življenje nekaznovanega nepravičneža srečnejše od življenja pravičnega človeka. Zato je Glavkon prosil Sokrata, naj pokaže, kako je pravičnost dobra sama po sebi, in ne samo zaradi njenih posledic.

### Osma knjiga
Sokrat razpravlja o različnih oblikah vladanja – kako se iz ene oblike razvije druga. Te oblike so aristokracija, timokracija, oligarhija, demokracija in tiranija.

## Povzetek
Kot najdaljše Platonovo delo se v delu odpirajo in razrešujejo številna vprašanja. Med najpomembnejšimi so tako: pravičnost (pravičnost posameznika in polis), državna, politična in družbena ureditev, spoznanje, vrline, ...